# Hans-Joachim Hegewald
Hans-Joachim Hegewald (* 21. Mai 1930 in Pauschwitz; † 4. Juni 2010 in Leipzig) war ein deutscher Schauspieler.

## Leben und Wirken
Als Sohn eines Bahnhofsvorstehers der Deutschen Reichsbahn in Pauschwitz bei Trebsen geboren, wuchs Hegewald in Steudten bei Rochlitz auf und wurde von da auf die Adolf-Hitler-Schule nach Pirna geschickt. Das Kriegsende erlebte er im Harzvorland, wo er beim Aktenverbrennen helfen musste. Nach Hause zurückgekehrt, arbeitete Hans-Joachim Hegewald in einer Rochlitzer Sandgrube und wurde schließlich beim Landratsamt Rochlitz als Laufbote mit Dienstfahrrad, später -moped angestellt.
Sein erstes Engagement hatte der Autodidakt Hegewald 1948 am Stadttheater Burgstädt, wo er als Chortenor, Schauspieleleve, Inspizient und Requisiteur mit Umbauverpflichtung beschäftigt war. Im Chor sang er zusammen mit Peter Borgelt, dessen Vater, Paul Borgelt, damals Oberspielleiter in Burgstädt war.
Im neuerrichteten WISMUT-Kulturhaus in Chemnitz-Siegmar stand Hegewald als Truffaldino in der Eröffnungsinszenierung von Carlo Goldonis Lustspiel Der Diener zweier Herren auf der Bühne. In Chemnitz erhielt er 1950 nach 36 Stunden Privatunterricht und drei Anläufen schließlich das Staatliche Bühnenreifezeugnis.
Um sich im Norden das Sächsische Idiom auszutreiben, ging er nach Anklam, spielte den Mephisto im Urfaust und nach drei Jahren Volkstheater Stralsund, wo er bereits auch inszenierte, landete er 1955 in Weimar, wo Karl Kayser Gefallen an dem Heldenspieler fand. Drei Jahre später nahm er ihn mit nach Leipzig. Ab 1958 war er langjährig am Leipziger Schauspielhaus tätig. Während seiner Bühnenlaufbahn spielte Hegewald mehr als 150 erste Rollen unterschiedlichster Fächer, war in klassischen Dramen wie Gegenwartsstücken oder auch Opern und Operetten zu sehen. Seine Spannbreite reichte von Shakespeares Timon von Athen, Goethes Faust, Schillers Wilhelm Tell, Brechts Puntila, Molieres Geizigem bis hin zum Bassa Selim in der Entführung aus dem Serail oder zum Frosch in der Fledermaus. Daneben inszenierte Hegewald selbst (u. a. Die Ermittlung, Tartuffe, Rotkäppchen, Huckleberry Finn oder Sibirien) und gab außerdem zahlreiche Gastspiele im Ausland. So führte ihn seine Arbeit in die Tschechoslowakei, nach Italien, Finnland und in die Schweiz. Unnachahmlich wuselte der Mime, Biere zapfend und dem Publikum servierend, durch 268 (!) Vorstellungen in der Leipziger Neuen-Szene-Kantine als Gastwirt Franz Kretzschmar in Joachim Nowotnys Monolog Ein seltener Fall von Liebe.
Darüber hinaus war Hegewald zwischen 1968 und 1990 in mehr als zwanzig Inszenierungen des Fernsehtheaters Moritzburg zu sehen. Hauptrollen hatte er beispielsweise in Otto Gotsches Abendbesuch (1968), Alexander Kents (d. i. Douglas Reeman) Die Überwindung (1969), Helmut Grosz’ Schöner Urlaub (1972) und Unser schönster Urlaub (1987), Frigyes Karinthys Der Zaubersessel (1975), Johann Friedrich Freiherr von Cronegks Der Misstrauische (1976), Rudi Czerwenkas Volles Haus (1982) und Besuchszeit (1984) sowie in Joachim Nowotnys Ein seltener Fall von Liebe (1990).
Als Altersrentner spielte er ab 1995 Gastrollen in Bremerhaven, in St. Gallen Dürrenmatts Meteor, am Staatstheater Stuttgart und als Emanuel Striese bei den Heppenheimer Festspielen. Doch war Hegewald nicht nur ein erfolgreicher Darsteller auf Bühne, Leinwand und Bildschirm – er hatte überdies eine gefragte Stimme bei Hörspiel und Synchron. 25 Jahre wirkte er als Hörbuchsprecher für die Deutsche Zentralbücherei für Blinde zu Leipzig. Der Blinden- und Sehschwachenverband ehrte ihn dafür mit der Verdienstmedaille. Im Jahre 1995 zog sich der Künstler ins Rentnerleben zurück, übernahm seitdem noch gelegentliche Gastauftritte. Beispielsweise verkörperte er den Dorfrichter Adam (Der zerbrochne Krug) oder Emanuel Striese (Der Raub der Sabinerinnen) im Rahmen der Sommerfestspiele in Heppenheim.
Seine Lebensgefährtin war die Schauspielerin Sylva Schüler (* 1926), seine Tochter Valeska Hegewald (* 1958) wie auch deren Sohn Moritz Hegewald (* 1981) arbeiten ebenfalls als Schauspieler.

## Filmografie
- 1955: Star mit fremden Federn
- 1956: Thomas Müntzer
- 1957: Polonia-Express
- 1959: Maibowle
- 1960: Hatifa
- 1960: Ich überlebte meinen Tod (CSR)
- 1963: Daniel und der Weltmeister
- 1964: Das schwedische Zündholz (1964)
- 1965: … nichts als Sünde
- 1967: Die gefrorenen Blitze
- 1969: Drei von der K (Fernsehreihe), Folge Ginseng, Gold und Rattengift
- 1969: Damenwahl (Fernsehtheater Moritzburg)
- 1971: Tod in der Kurve (TV)
- 1971: KLK an PTX – Die Rote Kapelle
- 1972: Polizeiruf 110: Blutgruppe AB (Fernsehreihe)
- 1973: Erziehung vor Verdun (TV)
- 1974: Tschüß, bis Freitag (Fernsehtheater Moritzburg)
- 1975: Lotte in Weimar
- 1976: Mögen Sie Hecht? (Fernsehtheater Moritzburg)
- 1977: Ein unerwünschter Gast (Fernsehtheater Moritzburg)
- 1978: Man kann nie wissen (Fernsehtheater Moritzburg)
- 1978: Kur-Schatten (Fernsehtheater Moritzburg)
- 1979: Ihr Kinderlein kommet (Fernsehtheater Moritzburg)
- 1980: Die Verlobte
- 1981: Kippenberg (Fernsehfilm)
- 1982: Stimmung unterm Dach (Fernsehtheater Moritzburg)
- 1982: Urlaub mit Überraschungen (Fernsehtheater Moritzburg)
- 1984: Front ohne Gnade (TV-Serie), Folge Tod in der Villa
- 1985: Ach, du armer Vater! (Fernsehtheater Moritzburg)
- 1985–87: Zahn um Zahn (TV-Serie)
- 1986: Ernst Thälmann (TV-Zweiteiler)
- 1986: Das Eigentor (TV)
- 1986: Offiziere
- 1987: Kellner sind auch nur Menschen (Fernsehtheater Moritzburg)
- 1988: Ritter exclusiv (Fernsehtheater Moritzburg)
- 1990: Die Architekten
- 1990: Ein seltener Fall von Liebe (TV) – auch Regie
- 1991: Jugend ohne Gott (TV)
- 1992: Schtonk!

## Theater
- 1959: František Pavlíček: Labyrint des Herzens – Regie: Horst Smiszek (Leipziger Schauspielhaus)

## Hörspiele (Auswahl)
- 1966: Lothar Kleine: Gott auf Hiwa Oa (Vollard) – Regie: Wolfgang Brunecker (Biographie – Rundfunk der DDR)
- 1966: William Shakespeare: Der Sturm (Stephano) – Regie: Fritz Göhler (Hörspiel – Rundfunk der DDR)
- 1967: Puten und Tränen (Rundfunk der DDR)
- 1968: Rolf Schneider: Stimmen danach (Mann) – Regie: Walter Niklaus (Hörspiel – Rundfunk der DDR)
- 1969: Der Wundertäter (Rundfunk der DDR)
- 1970: Gerhard Bengsch: Krupp und Krause – Regie: Walter Niklaus (Hörspiel (3 Teile) – Rundfunk der DDR)
- 1970: Hans-Ulrich Lüdemann: Prozess ohne Urteil (Unternehmer) – Regie: Helmut Hellstorff (Hörspiel – Rundfunk der DDR)
- 1973: Hans Siebe: In Sachen Rogge (Vorsitzender I) – Regie: Fritz-Ernst Fechner (Hörspielreihe: Tatbestand Nr. 2 – Rundfunk der DDR)
- 1978: Katzenbergers Badereise (Rundfunk der DDR)
- 1982: Hamstermord und Hochverrat (Rundfunk der DDR)
- 1986: Die Heimat des Fußballers ist der Rasen (Rundfunk der DDR)
- 1987: Leonid Leonow: Die Bändigung Badadoschkins (Badadoschkin) – Regie: Peter Groeger (Hörspiel – Rundfunk der DDR)
- 1988: Bärensalami (Rundfunk der DDR)
- 1989: Franz Graf von Pocci: Die Zaubergeige – Regie: Norbert Speer (Kinderhörspiel – Rundfunk der DDR)
- 1990: Storm im Exil (Funkhaus Berlin)
- 1991: Aladin und die Wunderlampe (Sachsen Radio)
- 1992: Fitzgerald Kusz: Schdille bisde (Onkel) – Regie: Peter Groeger (Mundarthörspiel – MDR)
- 1992: Seelsorge am Gletscher (MDR)
- 1993: Andreas Berger: Bankraub (Herr Rentsch) – Regie: Joachim Staritz (Kriminalhörspiel – MDR)
- 1994: In Zeitung gewickelt (MDR)
- 1995: Feuerlilli (MDR)
- 1997: Inspector Jury küsst die Muse (MDR)
- 1998: Michail Bulgakow: Der Meister und Margarita – Regie: Petra Meyenburg (Hörspiel (30 Teile) – MDR)
- 1999: Isaak Babel: Die Reiterarmee (Herr) – Regie: Joachim Staritz (Hörspiel (3 Teile) – MDR/DLR)
- 2000: Die Päpstin (MDR)
- 2002: Ich komme und gehe wieder – Joachim Ringelnatz (MDR)
- 2003: Dylan Thomas: Unter dem Milchwald (Metzger Beynon) – Regie: Götz Fritsch (Hörspiel – MDR)
- 2005: In 80 Tagen um die Welt (MDR); Der berüchtigte Christian Sporn (MDR)
- 2008: Mendelssohn-Almanach (MDR)